# هابت آباجیان
هابت توروسی آباجیان (ارمنی: Հաբեթ Թորոսի Աբաջյան ) سیاستمدار اهل ارمنستان بود که از تاریخ ۲۷ فوریه ۱۹۳۸ تا ۱۰ ژوئیه ۱۹۳۸ تاریخ وزارت دادگستری ارمنستان را برعهده داشت.